# Платонізм
Платонізм (Платонічний реалізм) — філософська традиція, що виходить із вчення Платона, в різних формах бере його за основу або дотримується його головних теоретичних настанов.
Виникла близько 385 р. до н. е. у грецькій Академії Платона (427—347 рр. до н. е.), учня Сократа і вчителя Арістотеля. У період середнього платонізму (I ст. до н. е. — II ст.) інтерес зосереджувався на думці Платона про Бога та надчуттєвий світ. Згодом філософи Александрії (див. Плотін) творчо систематизували ці та інші аспекти роботи своїх попередників у неоплатонізм. Роботи платонічного характеру створені такими авторами як Августин Блаженний, Боецій, та Макробій передали платонізм середньовічному Заходу. Вплив арістотелізму у XIII столітті привів до тимчасового послаблення платонізму, але в епоху Відродження платонізм підтримувався такими вченими як Фічіно і Микола Кузанський. Мав величезний вплив на малярів та вчених, таких як Сандро Ботічеллі і Герберт Спенсер, у рівній мірі на філософів і богословів (див. Кембриджські платоністи). Попри спростування платоністичної космології сучасною наукою, його елементи все ще пронизують західну думку в різноманітних сферах від реалістичної логіки (див. реалізм) до християнської етики.

## Історія
Платонізм умовно поділяється на три головні періоди: академічний, середній, новий. Академічний платонізм охоплює час безперервного існування платонівської Академії від смерті Платона в 347 році до н. е. і до її зруйнування у 86 році до н. е. під час штурму Афін римлянами.
Вже Цицерон поділив історію Академії на два головних періоди: Стару і Нову Академії (межею між ними є 265 рік до н. е., коли схолархом став Аркесілай). Платонізм до Аркесілая перебував під значним впливом піфагорійської складової платонівського вчення та розвивав передусім космологічні сюжети діалогу «Тімей». Пізніше виділяли Стару, Середню (від Аркесілая) та Нову (від Карнеада, бл. 160 р. до н. е.) Академії. Схоларх Ксенократ (339—314 роки. до н. е.) увів поділ філософії на діалектику, фізику та етику, який став загальновживаним за доби еллінізму. Його наступники Полемон і Крантор зосередилися переважно на етичній проблематиці. Завдяки Аркесілаю Академія і платонізм перейшли на позиції скептицизму у відповідь на діалектику стоїків.
За Карнеада (серед. II ст. до н. е.), головним суперником платонізму став лідер стоїцизму Хрисіпп. Платоністи розробляли теорію можливості довіри різним твердженням і їхній скепсис панував до початку І ст. до н. е.
Перегляд скептичної позиції намітився у схоларха Філона з Лариси (110/109 — 88? до н. е.) і повний відхід від неї відбувся в наступника Філона — Антіоха з Аскалона, що закликав відновити вчення Старої Академії. На цій підставі період від Філона інколи називають Четвертою Академією. В цей час Академія керувалась антіохівським проєктом подолання розбіжностей головних філософських шкіл і поєднання їх у спільній теоретичній позиції.
Після зруйнування Академії в Афінах, платонізм був відроджений Евдором у Александрії. Подальший, так званий Середній платонізм, характеризувався осмисленням трансцендентального, надчуттєвого світу ідей, етичною проблематикою. Серед представників середнього платонізму в І ст. — Трасилл, який розподілив платонівські діалоги по тетралогіях, і Філон Александрійський — засновник методу екзегетики; у II ст. — моралісти Плутарх Херонейський і Апулей, ритор Максим, автор «шкільного» викладу платонівського вчення Альбін, критик християнства Цельс та ін. Для більшості прихильників платонізму це вже не було систематичне вчення, а загальнофілософська основа світогляду. Середній платонізм існував, переплітаючись із неопіфагореїзмом. Суттєвий внесок у підтримку платонізму здійснив імператор Марк Аврелій.
Становлення нового платонізму (неоплатонізму) пов'язане з Александрійською школою платоніка Аммонія Саккаса на межі II—III ст., учнями якого були Лонгін, Ориген, а також Плотін, котрий вважається засновником неоплатонізму. Однак, за свідченням Порфирія, основні ідеї неоплатонізму були сформульовані вже Аммонієм. Новий платонізм ввібрав численні ідеї з інших учень пізньої античності. Від 432 року неоплатонізм став ученням, прийнятим у афінській Академії. Переважно через неоплатонізм антична філософська традиція була засвоєна християнською думкою. Розроблений неоплатоніками теоретичний інструментарій став основою теологічних праць християнської патристики Августина, Григорій Ниського та ін. Академія була заборонена у 529 році візантійським імператором Юстиніаном.

## Вчення

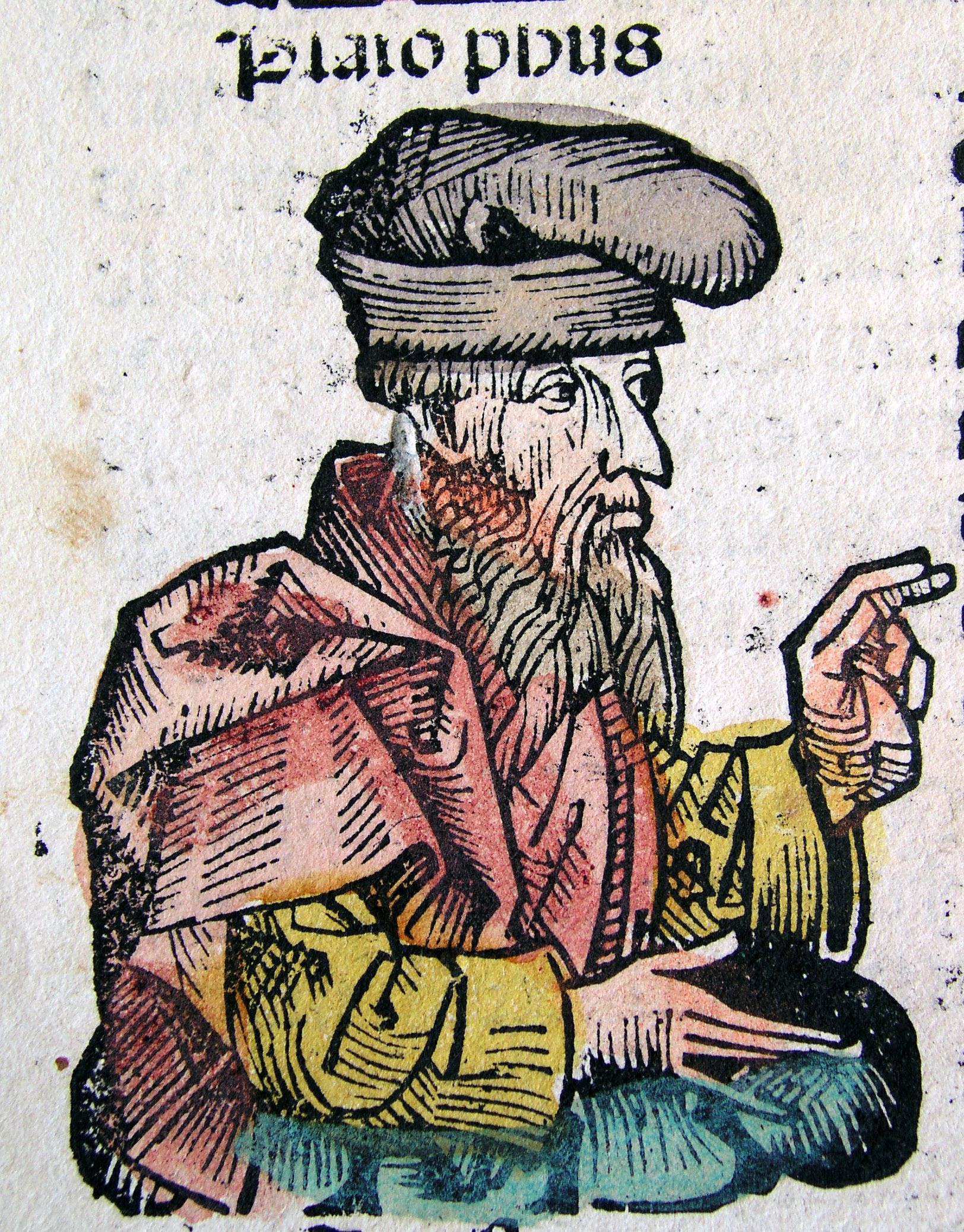
Платон в Нюрнберзькому літописі

Основу платонізму складає уявлення, що абстрактні поняття та властивості об'єктів існують незалежно від матеріального світу. Наприклад, число «три» існує саме по собі, а в матеріальному світі проявляється як яких-небудь три речі. Крім красивих речей існує окремо краса, крім тигрів — здатність бути тигром тощо. Властивості існують, навіть якщо немає жодного об'єкта, який би їх мав. Наприклад, якщо в часи Платона не було 400-поверхових будинків, то властивість будинку бути 400-поверховим була. Незалежні від матеріального світу основи речей об'єднуються в платонізмі під назвою «ідеї». Вони містяться в «занебессі» (гіперуранії), світі, що не є якимось конкретним місцем, а вираженням позапросторовості. Матеріальний світ вторинний щодо світу ідей і є його більш чи менш досконалою імітацією. Так, у ньому не може бути ідеальної справедливості чи краси, до них можна лише наближатися.

Сам Платон описує осідок ідей в діалозі «Федр» так:
Занебесну область не оспівав ніхто серед тутешніх поетів… Вона ж ось яка: цю область займає безколірна, неокреслена, невідчутна сутність, істинно існуюча, зрима лише годувальнику душі — розумові; на неї і скерований істинний рід знання.
Ідеї не вступають у причинно-наслідкові зв'язки, тому вічні. Вони ні від чого не походять і незалежні від інших ідей. Платонізм поєднує думку філософів елейської школи про незмінність світу і думку Геракліта про відсутність сталості. Він пропонує компроміс, згідно з яким світ ідей незмінний, а матеріальний світ мінливий.
Душа у вченні платоністів є ідеєю, тому вічна і до народження людини володіє абсолютним знанням. Мета філософії полягає в тому, щоб пригадати все, що відомо душі. Більшість людей намагаються пізнати світ через тілесні відчуття, проте філософи пізнають його розумом, розкриваючи ідеї, що стоять за матеріальною реальністю (для ілюстрації цього розроблено Міф про печеру). З цієї причини фізика, тобто пізнання ідей у явищах, поступається за гідністю та важливістю діалектиці та етиці. Спостережувані явища лише спонукають пригадувати те, що знала душа до свого втілення в людині. Вищою ідеєю є Благо, котре втілюється в матеріальному світі як держава.
Переважна більшість християнських філософів аж до святого Августина були платоніками. Вони цінували вплив психології та метафізики Платона, та використовували їхні аргументи проти матеріалізму та натуралізму. Водночас думка про вічність ідей суперечила християнському вченню про те, що тільки Бог вічний. Тому в християнській філософії світ ідей переважно визнається створеним Богом.